# Сай (Джалал-Абадская область)
Сай (кирг. Сай) — село в Сузакском районе Джалал-Абадской области Кыргызстана. Входит в состав Барпынского айылного аймака.

## География
Село расположено в юго-восточной части области, на правом берегу реки Чангет, на расстоянии приблизительно 24 километров (по прямой) к востоко-северо-востоку от села Сузак, административного центра района. Абсолютная высота — 1043 метра над уровнем моря.

## Население
Согласно оценочным данным Национального статистического комитета Кыргызской Республики, численность населения села на начало 2023 года составляла 473 человека.
| год     | 2009 | 2014 | 2015 | 2020 | 2021 | 2023 |
| ------- | ---- | ---- | ---- | ---- | ---- | ---- |
| человек | 537  | 367  | 378  | 453  | 460  | 473  |